# Féra du Léman
Coregonus fera
Espèce
Statut de conservation UICN

 EX  : Éteint
La Féra du Léman (Coregonus fera) est une espèce éteinte de poissons de la famille des Salmonidae.
Originaire du lac Léman, l'espèce est décrite par Louis Jurine en 1825. Des exemplaires taxidermisés sont présentés au Musée cantonal de zoologie à Lausanne et au Muséum d'histoire naturelle de Genève.

## Histoire
Cette espèce est surtout connue à travers l'histoire de sa pêche. Poisson apprécié, mais d'une conservation difficile au delà d'une journée, elle semble avoir atteint un pic de reproduction en 1896. Cette année-là, jusqu'à 3 tonnes en sont pêchées en une nuit par 30 bateaux. Cette pêche intensive, avec l'usage de filets appelés "grands pics" et "coubles", séries de filets attachés les uns aux autres, de plusieurs centaines de mètres de long, amène à une chute de sa valeur et, en lien avec les faibles capacités de conservation, à un désintérêt de la clientèle. En quelques années, les prises diminuent de cinq sixièmes, en raison de cette surpêche, ainsi que d'une épizootie. La lotte était également un prédateur de ses œufs. Elle a été menée à l'extinction dans les années 1920. Son histoire est similaire à celle de la gravenche, ou petite féra. 
Elle est remplacée par des alevinages d'espèces de corégones allogènes, en provenance des lacs de Neuchâtel et de Constance, mais également d'Estonie, de Russie, de Scandinavie et d'Amérique du Nord.  

## Utilisation du termeféra
Le terme de Féra est encore donné par les riverains du lac Léman à des poissons du genre Coregonus, comme C. albula ou C. palaea, mais il s'agit là d'espèces introduites. La vraie Féra est également communément confondue avec le Lavaret (C. lavaretus), historiquement présent dans le Léman où il est désormais également éteint, mais qui survit dans le lac d'Annecy, celui du Bourget ou d'Aiguebelette. 

## Autres corégones indigènes du lac Léman
- Corégone gravenche
- Corégone lavaret

### Autre
- Corégone blanc